# Anton Tierie

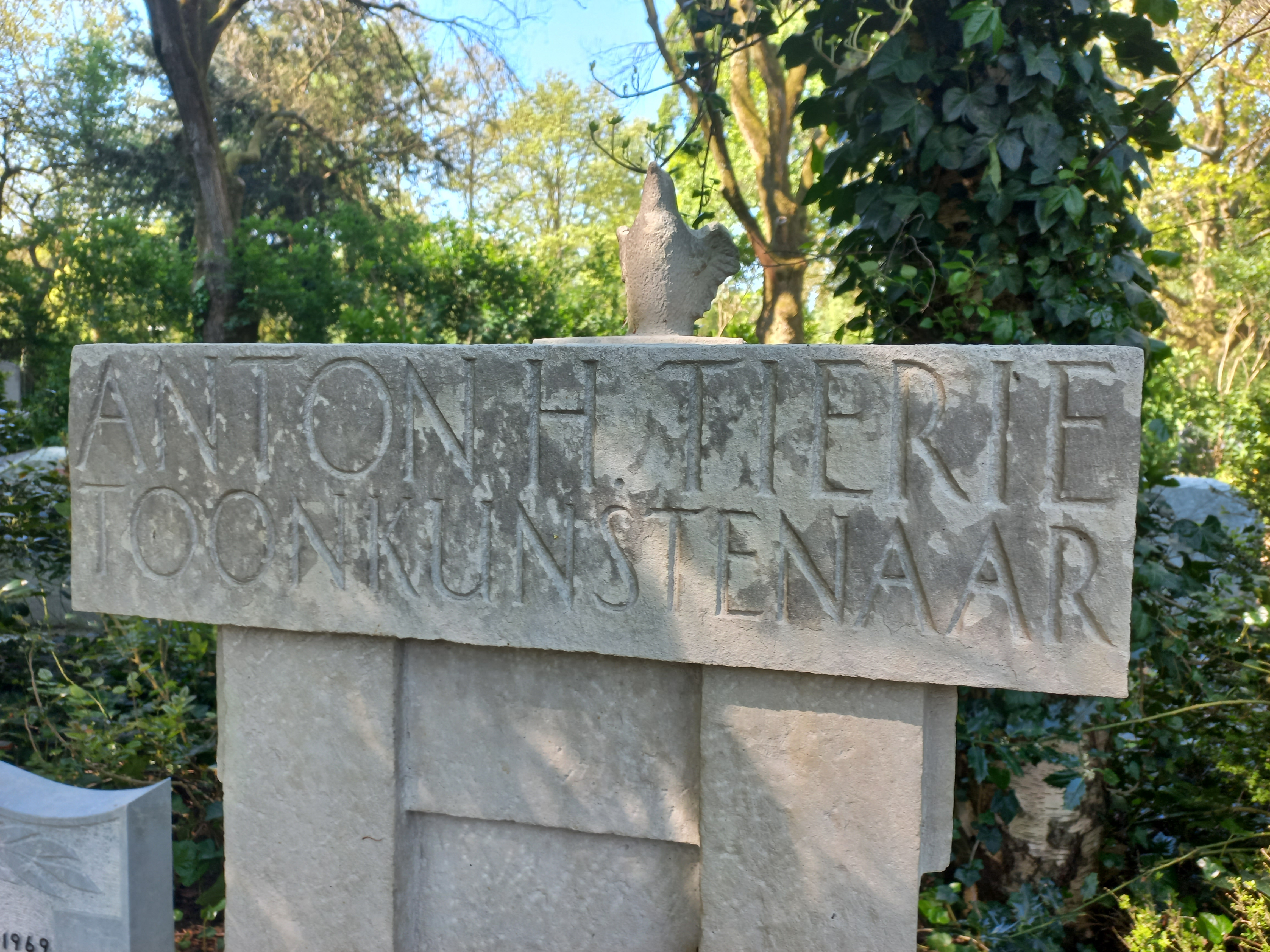
Grafsteen met vogel (detail; mei 2023)

Anthonie Hildebrand (Anton) Tierie (Wageningen, 4 april 1870 – Amsterdam, 10 februari 1938) was een Nederlands organist, dirigent en componist.

## Anton Tierie
Hij was zoon van organist Jan Frederik Tierie (sr.) en Jenny Louise Plantenga. Hijzelf was tussen 1894 en 1921 getrouwd met Aafje de Lange (1872-1940), dochter van Daniël de Lange en als pianiste en violiste opgeleid aan het conservatorium van Amsterdam. In 1925 trouwde hij met Regina Leonie Virginie Versteegh.
De eerste lessen kwamen van zijn vader, toen volgde een opleiding aan het Conservatorium van Amsterdam bij docenten Jean-Baptiste de Pauw , Daniël de Lange, Frans Coenen en Louis Coenen. Hij werd organist in Hilversum, dirigent van de liedertafel Kunst en Broederschap in Amsterdam en Gemengd koor Haarlem. Hij werd koordirigent van de Vrije Gemeente in Amsterdam, docent aan de muziekschool van de Maatschappij tot Bevordering der Toonkunst en het conservatorium en dirigent van liedertafel Euterpe, het Toonkunstkoor in Alkmaar en Leiden en Excelsior in Den Haag.
Samen met Willem Stumpff en J.A. van der Broecke richtte hij in 1898 de Christelijke Oratorium Vereniging Excelsior op. De eerste concerten vonden plaats in de Arena (plek Zuiderbad), later in het Paleis voor Volksvlijt en weer later in het Concertgebouw. Tierie leidde tussen 1898 en 1934 koor en orkest minstens 110 keer. Hij werd er in 1910 (12,5-jarige jubileum) erelid van. Vanaf 1902 volgde nog een opleiding muziek-dramatische studies te Darmstadt bij Willem de Haan. De Lange viel voor hem in bij de oratoriumvereniging. Bij terugkomst leidde hij operauitvoeringen onder leiding van Désiré Pauwels, Jos Orelio en Cornelis van der Linden.
Daarnaast trad hij als organist, pianist en dirigent van zijn koren op in binnen- en buitenland.
Zijn composities bestaan voornamelijk uit liederen voor solozang dan wel koor. Hij werd benoemd tot ridder in de Orde van Oranje Nassau en Chevalier  de la Légion d’Honneur. Tierie woonde enige jaren in de Van Woustraat vernoemd naar klokkengieter Geert van Wou.
Hij trok zich langzaam uit het openbare leven terug en woonde de laatste jaren (1936-1938) in Rijssen. Hij overleed echter in het Diakonessenhuis aan de Overtoom in Amsterdam, alwaar hij al drie maanden verpleegd werd.
Hij werd begraven op 12 maart 1938 op Zorgvlied.  Er werd een comité gevormd die de oprichting van een gedenkteken voor hem begeleidde. De keus voor beeldhouwer viel op de jonge Gerrit Bolhuis. Hij kwam met een zuil met de tekst "Anton H. Tierie toonkunstenaar, 1870-1938". Op het beeld zit een vogel. Het beeld werd op 29 oktober 1938 onthuld.
Daan Hoeksema en Bernard van Vlijmen portretteerden hem al eerder.

## Broer
Zijn tweelingbroer Jan Frederik Tierie (jr.; 1870-1949) kreeg een opleiding aan het conservatorium te Stuttgart en werd organist en koordirigent te Loenen aan de Vecht. Hij trok in 1946 naar Amsterdam, onder meer de Saxenburgerstraat 30. Hij schreef een aantal koorliederen.